# Ørnes
Ørnes is het bestuurlijk centrum van de gemeente Meløy in de Noorse provincie Nordland. Het ligt aan de westkust even ten noorden van de poolcirkel in een landschappelijk mooi gebied.
Er is, naast een dagelijkse busverbinding, ook een snelle ferryverbinding met Bodø en Sandnessjøen. Het dorp is aanleghaven van Hurtigruten. De gletsjer Svartisen, de tweede grootste van het Noorse vasteland, bevindt zich in de nabijheid. Er is een lokaal schoolmuseum in Reipå, 7 km ten noorden van Ørnes.
Ørnes is het administratieve centrum van de gemeente Meløy. Documenten vermelden reeds in 1610 de aanwezigheid van een pachtboer in Ørnes. Een lid van de edele Benkestok familie van Meløya pachtte in 1794 de hoeve en kreeg toelating om er een handelspost te vestigen. Hij bleef evenwel op Meløya wonen; Bij zijn overlijden in 1802 verhuisde zijn weduwe naar Ørnes om er de handel voort te zetten. Wanneer de familie later geen erfgenamen meer had, werd de handelsactiviteit door anderen voortgezet die het combineerden met scheepvaartactiviteiten.
Ørnes werd verschillende malen door brand geteisterd. Toch blijven er nog enkele van de ongeveer 1800 oorspronkelijke woningen intact over. Ze staan op de lijst van beschermd erfgoed.

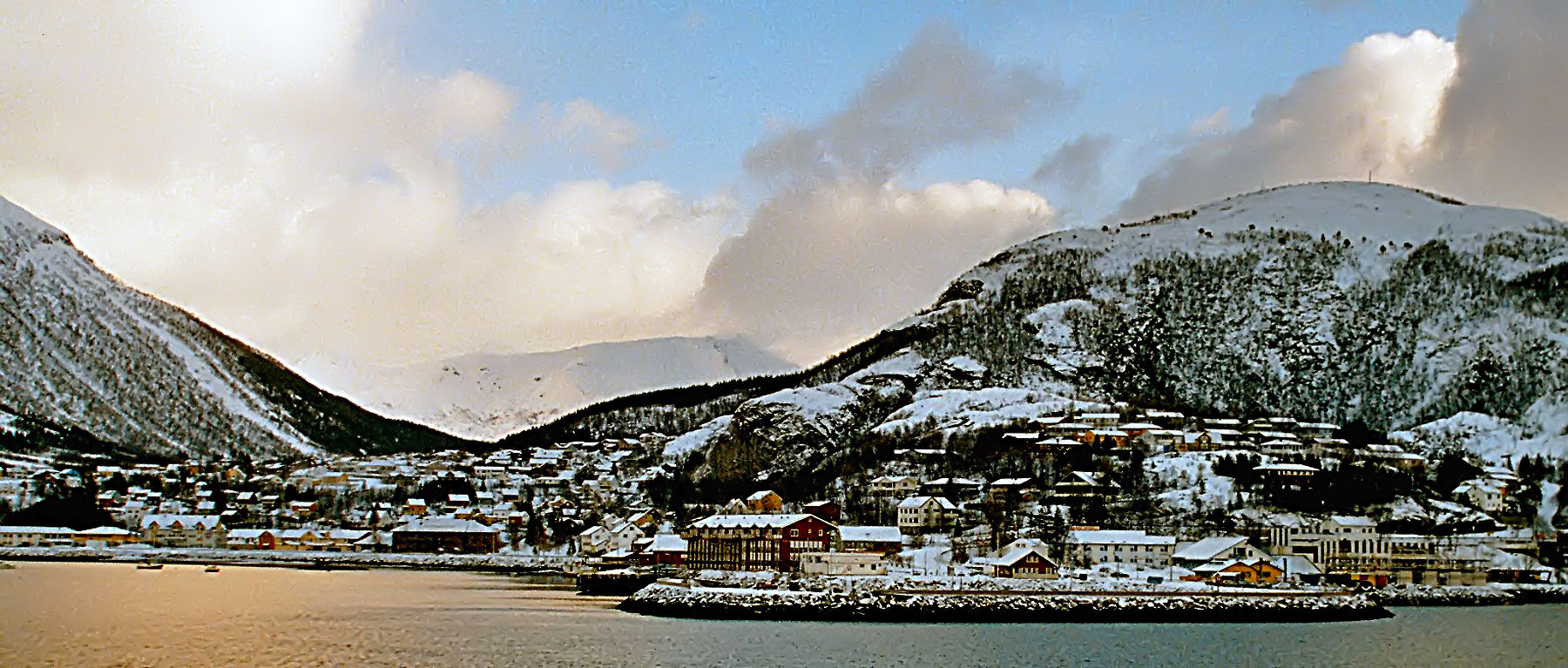
Ørnes in februari 2005

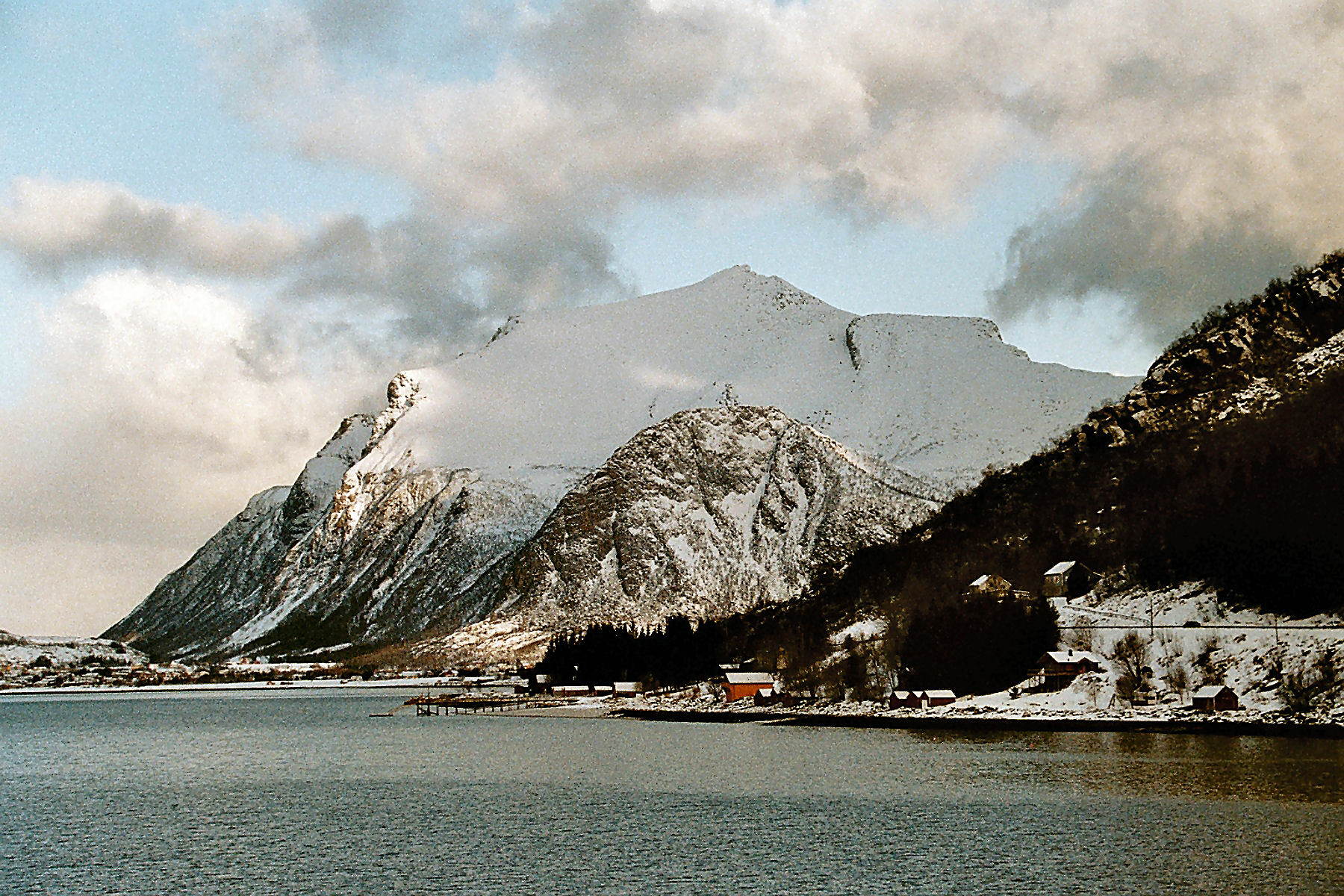
Gåsværfjord nabij Ørnes

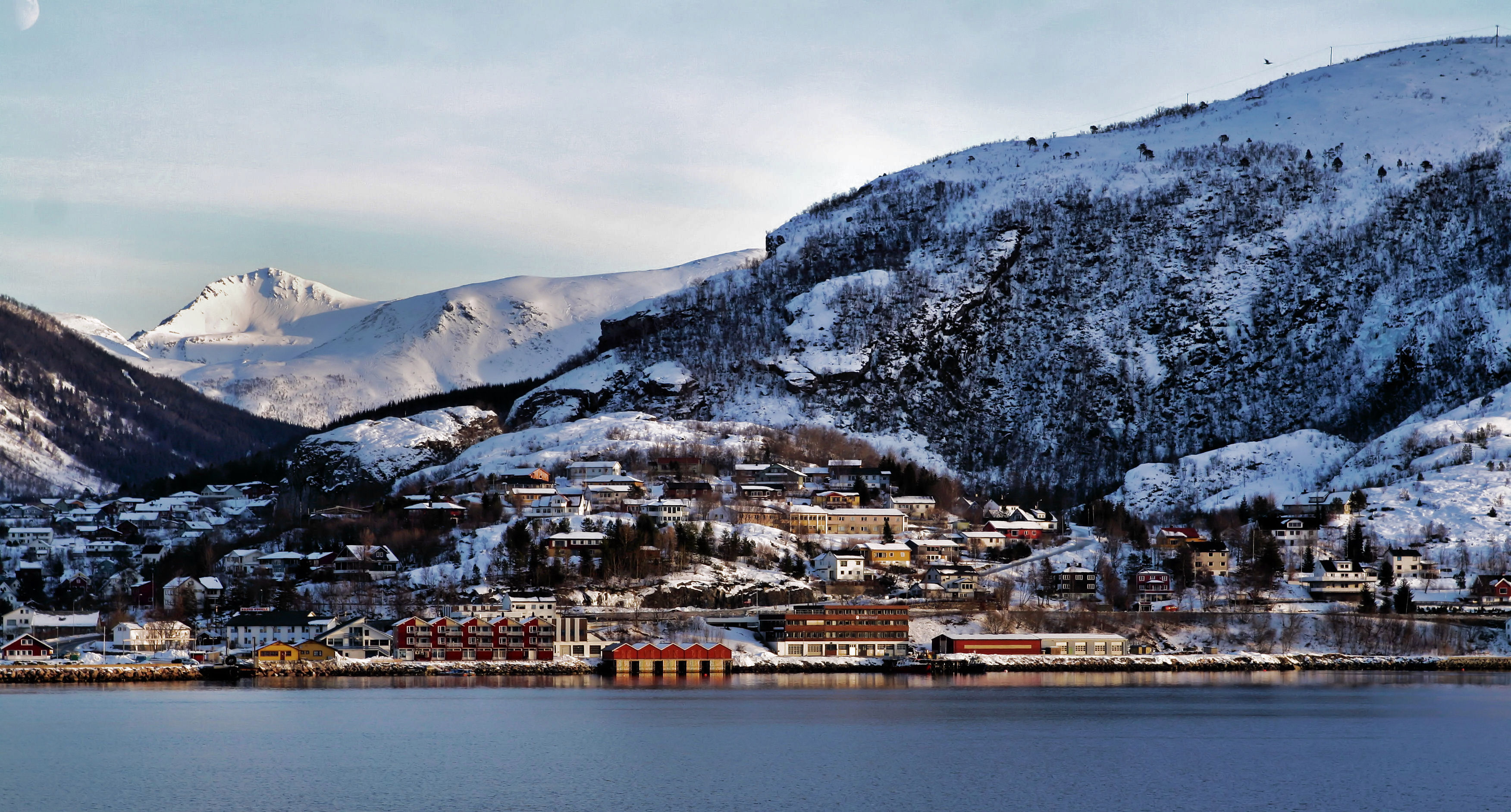
Ørnes in de winter